# 小房东
《小房东》是2006年许瑞生指导，郭德纲、闫学晶等人出演的一部电视剧，该剧主要讲述的是刘二喜经营一家店铺，以及与一些租客和周围居民发生的故事。

## 剧情简介
刘二喜意外的接手了堂弟半途而废的店铺，并成为房东，从而在之后遇到了很多人，并且他还和这些人发生了很多有趣的故事。

## 演员表
- 郭德纲 饰 刘二喜
- 闫学晶 饰 大华子
- 李静 饰 马姥姥
- 张二丹 饰 美美
- 王璟 饰 秀秀
- 韩会亮 饰 小裁缝
- 侯耀华 饰 刘四爷
- 陈创 饰 刘有余

## 相關連結
- 豆瓣电影上《小房东》的資料 （简体中文）